# Darling (V6의 음반)
〈Darling〉은 2003년 5월 28일 발매한 V6의 23번째의 싱글이다.

## 설명
- 오리콘 싱글 차트 1위 랭크는 이 싱글로 11번째이다.
- 〈Darling〉후렴구의 가사는 일본어와 영어로 표현으로 구성하고 있지만 영어로 발음 되는 것을 가사로 적어놓은 것이다.
- 뮤직스테이션 생방송에서 아크로바틱을 선보여, 멤버 전원이 벽을 사용한 백 턴을 하였고, 나가노 히로시의 어깨 위에 오카다 준이치가 올라서 착지하면서 백 턴을 하는 퍼포먼스가 있었다. 이노하라 요시히코와 모리타 고는 공포심 때문에, 리허설을 하지 않은 채 생방송에 시도했지만 성공하였다.

## 수록곡
1. Darling
  - 작사：MIZUE, 작곡:TSUKASA, 편곡：혼마 아키미츠
  - 멤버 나가노 히로시 출연 TBS계열 드라마 《너는 펫》 주제가, V6 주연 영화 《Hard Luck Hero》 삽입곡
2. 光り射す場所へ / 20th Century
  - 작사：유즈키 미유, 작곡：모리모토 코우스케, 편곡：CHOKKAKU
3. Darling (KARAOKE)